# Giovanni Dellacasa
Giovanni Dellacasa (Torino, 9 luglio 1961) è un allenatore di calcio italiano.

## Carriera
Cresciuto nelle giovanili dell'Albese, debuttò come calciatore della squadra locale nelle categorie dilettantistiche.
Risale al 1983, all'età di 22 anni, la sua prima esperienza da allenatore, con gli Allievi del Torino che diresse fino al 1989. A partire dall'anno successivo Dellacasa allenò la prima squadra del Lascaris nelle categorie regionali ed altre squadre piemontesi a carattere regionale, tra cui anche l'Asti, che nella stagione 1991-1992 portò ad una tranquilla salvezza nel campionato di Eccellenza. Dal 1995 al 1997 tornò a dirigere gli Allievi Nazionali del Torino, mentre nell'annata seguente allenò l'Ivrea portandolo al 4º posto in Serie D.
A livello internazionale, il debutto su una panchina straniera per Giovanni Dellacasa, arrivò nel 1998, quando per un quinquennio allenò gli svizzeri del Bellinzona fino al 2003, continuando poi - sempre in territorio elvetico - ad allenare Winterthur, Neuchâtel Xamax e Sion, squadra con cui nel 2005-2006 vinse la Coppa Svizzera. Sempre nella stagione 2005-2006 allenò anche la Cremonese, nella Serie B italiana, subentrando a Giorgio Roselli, senza però riuscire a salvare la squadra dalla retrocessione. Dal 2008 al 2011, seguirono altre esperienze in panchina con squadre elvetiche con Lugano e Chiasso, fino al debutto nel campionato ungherese prima con il Vasas e poi in quello algerino con l'ES Sétif.

### Statistiche da allenatore
Statistiche aggiornate al 25 marzo 2018. In grassetto le competizioni vinte.
| Stagione          | Squadra           | Campionato        | Campionato | Campionato | Campionato | Campionato | Coppe nazionali | Coppe nazionali | Coppe nazionali | Coppe nazionali | Coppe nazionali | Coppe continentali | Coppe continentali | Coppe continentali | Coppe continentali | Coppe continentali | Altre coppe | Altre coppe | Altre coppe | Altre coppe | Altre coppe | Totale | Totale | Totale | Totale | % Vittorie | Piazzamento       |
| Stagione          | Squadra           | Comp              | G          | V          | N          | P          | Comp            | G               | V               | N               | P               | Comp               | G                  | V                  | N                  | P                  | Comp        | G           | V           | N           | P           | G      | V      | N      | P      | %          | Piazzamento       |
| ----------------- | ----------------- | ----------------- | ---------- | ---------- | ---------- | ---------- | --------------- | --------------- | --------------- | --------------- | --------------- | ------------------ | ------------------ | ------------------ | ------------------ | ------------------ | ----------- | ----------- | ----------- | ----------- | ----------- | ------ | ------ | ------ | ------ | ---------- | ----------------- |
| 1997-feb. 1998    | Ivrea             | CND               | 34         | 14         | 9          | 11         | CI-Dil          | 2               | 1               | 0               | 1               | -                  | -                  | -                  | -                  | -                  | -           | -           | -           | -           | -           | 36     | 15     | 9      | 12     | 41,67      | 4°                |
| 1998-1999         | Bellinzona        | PL                | 26+4       | 21+4       | 4+0        | 1+0        | CS              | 5               | 4               | 0               | 1               | -                  | -                  | -                  | -                  | -                  | -           | -           | -           | -           | -           | 35     | 29     | 4      | 2      | 82,86      | 1° (prom.)        |
| 1999-2000         | Bellinzona        | LNB               | 22+14      | 13+4       | 5+8        | 4+2        | CS              | 3               | 2               | 0               | 1               | -                  | -                  | -                  | -                  | -                  | -           | -           | -           | -           | -           | 39     | 19     | 13     | 7      | 48,72      | 1°                |
| 2000-apr. 2001    | Bellinzona        | LNB               | 22+8       | 11+1       | 5+3        | 6+4        | CS              | 3               | 2               | 0               | 1               | -                  | -                  | -                  | -                  | -                  | -           | -           | -           | -           | -           | 33     | 14     | 8      | 11     | 42,42      | Dimis.            |
| feb.-apr. 2002    | Bellinzona        | LNB               | 14         | 7          | 3          | 4          | CS              | 1               | 0               | 0               | 1               | -                  | -                  | -                  | -                  | -                  | -           | -           | -           | -           | -           | 15     | 7      | 3      | 5      | 46,67      | Sub. 7°           |
| 2002-2003         | Bellinzona        | LNB               | 22+14      | 7+2        | 4+5        | 11+7       | CS              | 1               | 0               | 0               | 1               | -                  | -                  | -                  | -                  | -                  | -           | -           | -           | -           | -           | 37     | 9      | 9      | 19     | 24,32      | 11°               |
| Totale Bellinzona | Totale Bellinzona | Totale Bellinzona | 146        | 70         | 37         | 39         |                 | 13              | 8               | 0               | 5               |                    | -                  | -                  | -                  | -                  |             | -           | -           | -           | -           | 159    | 78     | 37     | 44     | 49,06      |                   |
| gen.-giu. 2004    | Winterthur        | CL                | 16         | 4          | 4          | 8          | CS              | 0               | 0               | 0               | 0               | -                  | -                  | -                  | -                  | -                  | -           | -           | -           | -           | -           | 16     | 4      | 4      | 8      | 25,00      | Sub. 15°          |
| 2004-mar. 2005    | Neuchâtel Xamax   | SL                | 22         | 9          | 6          | 7          | CS              | 3               | 2               | 0               | 1               | -                  | -                  | -                  | -                  | -                  | -           | -           | -           | -           | -           | 25     | 11     | 6      | 8      | 44,00      | Dimis.            |
| mar.-mag. 2005    | Sion              | CL                | 14         | 9          | 3          | 2          | CS              | 0               | 0               | 0               | 0               | -                  | -                  | -                  | -                  | -                  | -           | -           | -           | -           | -           | 14     | 9      | 3      | 2      | 64,29      | Sub. 3°           |
| lug.-ott. 2005    | Sion              | CL                | 12         | 6          | 4          | 2          | CS              | 1               | 1               | 0               | 0               | -                  | -                  | -                  | -                  | -                  | -           | -           | -           | -           | -           | 13     | 7      | 4      | 2      | 53,85      | Eson.             |
| Totale Sion       | Totale Sion       | Totale Sion       | 26         | 15         | 7          | 4          |                 | 1               | 1               | 0               | 0               |                    | -                  | -                  | -                  | -                  |             | -           | -           | -           | -           | 27     | 16     | 7      | 4      | 59,26      |                   |
| ott. 2005-2006    | Cremonese         | B                 | 30         | 5          | 9          | 16         | CI              | 0               | 0               | 0               | 0               | -                  | -                  | -                  | -                  | -                  | -           | -           | -           | -           | -           | 30     | 5      | 9      | 16     | 16,67      | Sub. 21° (retr.). |
| 2006-2007         | Lugano            | CL                | 34         | 11         | 8          | 15         | CS              | 2               | 1               | 0               | 1               | -                  | -                  | -                  | -                  | -                  | -           | -           | -           | -           | -           | 36     | 12     | 8      | 16     | 33,33      | 12°               |
| lug.-nov. 2007    | Lugano            | CL                | 16         | 5          | 5          | 6          | CS              | 2               | 0               | 1               | 1               | -                  | -                  | -                  | -                  | -                  | -           | -           | -           | -           | -           | 18     | 5      | 6      | 7      | 27,78      | Eson.             |
| Totale Lugano     | Totale Lugano     | Totale Lugano     | 50         | 16         | 13         | 21         |                 | 4               | 1               | 1               | 2               |                    | -                  | -                  | -                  | -                  |             | -           | -           | -           | -           | 54     | 17     | 14     | 23     | 31,48      |                   |
| 2008-2009         | Chiasso           | PL                | 30+6       | 20+5       | 8+0        | 2+1        | CS              | 1               | 0               | 0               | 1               | -                  | -                  | -                  | -                  | -                  | -           | -           | -           | -           | -           | 37     | 25     | 8      | 4      | 67,57      | 1° (prom.)        |
| 2009-2010         | Vasas             | NBI               | 15         | 2          | 6          | 7          | MK+MKL          | 0               | 0               | 0               | 0               | -                  | -                  | -                  | -                  | -                  | -           | -           | -           | -           | -           | 15     | 2      | 6      | 7      | 13,33      | Sub. 14°          |
| lug.-ott. 2010    | Vasas             | NBI               | 9          | 3          | 1          | 5          | MK+MKL          | 1+1             | 1+1             | 0+0             | 0+0             | -                  | -                  | -                  | -                  | -                  | -           | -           | -           | -           | -           | 11     | 5      | 1      | 5      | 45,45      | Resc. cons.       |
| Totale Vasas      | Totale Vasas      | Totale Vasas      | 24         | 5          | 7          | 12         |                 | 2               | 2               | 0               | 0               |                    | -                  | -                  | -                  | -                  |             | -           | -           | -           | -           | 26     | 7      | 9      | 12     | 26,92      |                   |
| gen.-apr. 2011    | ES Sétif          | L1                | 4          | 1          | 2          | 1          | CA              | 3               | 3               | 0               | 0               | CCL+CCAF           | 2+0                | 2+0                | 0+0                | 0+0                | -           | -           | -           | -           | -           | 9      | 6      | 2      | 1      | 66,67      | Sub., eson.       |
| Totale carriera   | Totale carriera   | Totale carriera   | 388        | 164        | 102        | 122        |                 | 29              | 18              | 1               | 10              |                    | 2                  | 2                  | 0                  | 0                  |             | -           | -           | -           | -           | 419    | 184    | 103    | 132    | 43,91      |                   |

## Palmarès

### Allenatore

#### Club

##### Competizioni nazionali
- Coppa Svizzera: 1

Sion: 2005-2006
- Prima Lega: 1

Chiasso: 2008-2009